# Idaea demandaria
Idaea demandaria là một loài bướm đêm trong họ Geometridae.